# Pseuderanthemum
Pseuderanthemum es un género de plantas con flores perteneciente a la familia Acanthaceae. El género tiene 176 especies herbáceas. Es originario de los trópicos del Nuevo y Viejo Mundo.

## Descripción
Son hierbas, arbustos o árboles pequeños. Hojas elípticas, ovadas o lanceoladas, márgenes enteros a undulados, cistolitos generalmente visibles en ambas superficies en los especímenes secos; comúnmente pecioladas. Inflorescencias en racimos, espigas o panículas, terminales o axilares, 1 bráctea y 2 bractéolas abrazando a cada flor o fascículo de flores; corola subactinomorfa, hipocrateriforme, blanca, azul, purpúrea o rosada, el tubo angosto. Frutos claviformes.

## Taxonomía
El género fue descrito por  Ludwig Adolph Timotheus Radlkofer y publicado en Sitzungsberichte der Mathematisch-Physikalischen Classe (Klasse) der K. B. Akademie der Wissenschaften zu München 13(2): 282. 1883. La especie tipo es: Pseuderanthemum alatum (Nees) Radlk.